# Corte Suprema de Rusia
La Corte Suprema de Rusia (en ruso: Верховный суд Российской Федерации, romanizado: Verjovny sud Rossíyskoy Federátsii) es el tribunal de última instancia del derecho administrativo, derecho privado y derecho penal de Rusia. Supervisa asimismo la función de las cortes de inferior rango. Es la sucesora de la Corte Suprema de la Unión Soviética.

## Composición
Compuesta por 115 jueces, sus miembros son nombrados por el presidente ruso y confirmados por el Consejo de la Federación. Para ser elegido como juez miembro es necesario contar con la ciudadanía rusa, tener al menos 35 años, formación jurídica y al menos diez años de servicio.
El Tribunal Supremo Federal está compuesto por la Sala Judicial de Asuntos Civiles, la Sala Judicial de Asuntos Penales y la Sala Militar, que se ocupan de sus respectivos casos.
Las sesiones plenarias de la Corte Suprema se celebran al menos una vez cada cuatro meses. A la sesión plenaria deben asistir todos los jueces de la Corte Suprema y el Fiscal General de Rusia. En sesiones plenarias, el tribunal estudia las decisiones judiciales de los tribunales inferiores sobre los diversos casos.
El presidente de la Corte Suprema de Rusia es Viacheslav Lébedev que lleva desempeñando el cargo desde el 26 de julio de 1989, cuando fue nombrado presidente de la Corte Suprema de la RSFS de Rusia, es decir desde antes de la disolución de la URSS en 1991.
Tras el fallecimiento de Viacheslav Lébedev el 23 de febrero de 2024, la presidencia interina fue desempeñada por Piotr Serkov. El 17 de abril de 2024, el Consejo de la Federación de Rusia aprobó el nombramiento como presidente de la Corte a Irina Podnósova, compañera de curso de Vladímir Putin en la Facultad de Derecho de la Universidad Estatal de San Petersburgo.